# Ла Нопалера, Едгардо Бадиља Морено (Тубутама)
Ла Нопалера, Едгардо Бадиља Морено (шп. La Nopalera, Edgardo Badilla Moreno) насеље је у Мексику у савезној држави Сонора у општини Тубутама. Насеље се налази на надморској висини од 630 м.

## Становништво
Према подацима из 2010. године у насељу је живело 5 становника.

### Хронологија
| Година       | 2000 | 2005         | 2010 |
| ------------ | ---- | ------------ | ---- |
| Становништво | 7    | 24 (12 / 12) | 5    |

### Попис
| # | Индикатор                     | Вредност |
| - | ----------------------------- | -------- |
| 1 | Укупно домаћинстава           | 1        |
| 2 | Укупно насељених домаћинстава | 1        |
| 3 | Величина локације             | 1        |